# Golpe de Estado de Omsk
Como Golpe de Estado de Omsk o Golpe de Kolchak se conoce a los sucesos del 18 de noviembre de 1918, cuando se produjo el derrocamiento del Gobierno Provisional Panruso y su poder fue transferido al almirante Aleksandr Kolchak como «gobernante supremo».

## Antecedentes
Los acontecimientos ocurridos en Omsk el 18 de noviembre de 1918, fueron en general el resultado de la lucha entre dos sistemas de gobierno que se desarrollaron tras el derrocamiento del poder soviético en la región del Volga y en Siberia. La derecha personificada por el Gobierno provisional siberiano , y el partido de izquierda de Samara personificao en la Komuch.
Después de una serie de derrotas militares, la autoridad del Directorio de Omsk, formado el 23 de septiembre en la Conferencia Estatal de Ufá, cayó extremadamente a los ojos del ejército. El gobierno no tenía poder real y, ante los fracasos en el frente, el estado de ánimo de los oficiales se volvió cada vez más conservador. El Directorio quedó así aislado del ejército como única fuerza real capaz de resistir a los bolcheviques.
El 4 de noviembre, sobre la base de los ministerios y departamentos centrales del Gobierno provisional siberiano, se formó el órgano ejecutivo del Directorio de Omsk: el Consejo de Ministros de toda Rusia, encabezado por Piotr Vologodski. El Consejo de Ministros, predominantemente de centroderecha, era radicalmente diferente en color político del Directorio, mucho más “de izquierda”. El líder del Consejo de Ministros que defendió resueltamente el rumbo político de derecha fue el ministro de Finanzas Iván Mijailov, que contó con el apoyo de Georgy Konstantinovich Guins, Nikolai Innokentyevich Petrov y Georgy Gustavovich Telberg. Fue este grupo el que se convirtió en el núcleo de la conspiración, cuyo objetivo era establecer un gobierno fuerte y homogéneo en forma de dictadura militar unipersonal.
En el decreto sobre el nombramiento del Consejo de Ministros, después del presidente Piotr Vologodski. Aleksandr Kolchak apareció en Omsk el 13 de octubre. El primer funcionario que conoció fue un miembro del Directorio, el Comandante en Jefe Supremo, el Teniente General Vasily Boldyrev. Boldyrev invitó a Kolchak a permanecer en Omsk y lo recomendó para el puesto de Ministro de Guerra, que ocupaba el general Pavel Pavlovich Ivanov-Rinov, que no satisfizo al Directorio de Omsk ni al Gobierno provisional siberiano.
La llegada del almirante Aleksandr Kolchak a Omsk coincidió con una crisis extrema en la lucha entre facciones políticas, que se manifestó agudamente en el conflicto entre el Directorio de Omsk y el Consejo de Ministros, la mayoría de cuyos miembros se negaron a apoyar al Directorio, encabezado por el socialista.revolucionario Nikolái Avkséntiev. Kolchak, opositor de los partidos socialistas y partidario de una línea dura en la consolidación de las fuerzas antisoviéticas, también se vio arrastrado a esta lucha del lado del Consejo de Ministros.